# Gravity of Light
Albums de Tarot
Crows Fly Black
(2006)
Gravity of Light est le huitième album studio enregistré par le groupe de heavy metal finlandais Tarot formé par les frères Hietala. L'album est sorti le 10 mars 2010.

## Liste des titres
- Musiques composées par Marco Hietala, Zachary Hietala et Janne Tolsa, sauf indication.
- Paroles écrites par Marco Hietala.

1. Satan is Dead - 4:12
2. Hell Knows - 6:05
3. Rise! - 4:30
4. Pilot of All Dreams - 3:42
5. Magic and Technology - 5:48
6. Calling Down the Rain - 4:11
7. Caught in the Deadlights - 4:41
8. I Walk Forever - 4:49 - (Marco Hietala, Janne Tolsa)
9. Sleep in the Dark - 4:41
10. Gone - 7:03 - (Marco Hietala, Janne Tolsa)

## Membres du groupe
- Marco Hietala – chants, basse, guitare acoustique & chœurs.
- Zachary Hietala – guitare
- Janne Tolsa – claviers
- Pecu Cinnari – batterie
- Tommi Salmela – samples & chœurs.